# Властимир Трајковић
Властимир Трајковић (Београд, 17. јун 1947 — Београд, 4. јануар 2017) био је српски композитор и музички педагог, академик САНУ.

## Биографија
Потомак је породице која је дала три генерације музичара, његов деда је композитор и музиколог Милоје Милојевић. Трајковић је студирао композицију на Музичкој академији у Београду (код Василија Мокрањца) где је и дипломирао (1971) и магистрирао (1977), а усавршавао се код А. Лапорта и В. Лутославског у Културном центру Музичке омладине у Грожњану (1977) и на Високом националном конзерваторијуму у Паризу код О. Месијана (1977—78).
Радио је као професор музичке школе „Станковић“ (1971-75), а потом на Музичкој академији/Факултету музичке уметности у Београду почев од 1975. као асистент на Катедри за теоријске предмете (до 1978), а потом и на Катедри за композицију и оркестрацију (од 1978. асистент, 1980. доцент, 1987. ванредни професор и од 1993. редовни професор) где је био и шеф катедре (1988—2007). У његовој класи, између осталих, дипломирали су и/или магистрирали и Катарина Миљковић, Исидора Жебељан, Огњен Богдановић, Ања Ђорђевић, Мелинда Лигети и Александар Седлар Богоев; у његовој класи школовали су се и Ђуро Живковић и Божо Бановић. Био је члан жирија Међународног такмичења музичке омладине (дисциплина виолина), 2001. године.
За дописног члана Српске академије наука и уметности био је изабран 2001. а за редовног 2009. године. Трајковићева дела извођена су у многим европским земљама (Француска, Италија, Холандија, Немачка, Мађарска, Аустрија, Ирска Велика Британија), Јапану и САД.
Бави се музиколошким радом. Уз сарадњу музиколога С. Варсаковића, средио је заоставштину свог деде, композитора и музиколога Милоја Милојевића и начинио каталошки попис рукописа, композиција и текстова.

## Стил
Трајковић је један од првих српских постмодерниста. Његова богата ерудиција га је одвела ка постмодерној синтези прожетој испитивањима домета авангарде и духом француске музике 20. века још у првим композицијама („Tempora retenta“, 1971; „Четири ноктурна“,1972; „Дуо за клавир и оркестар“, 1973; и „Звона“, музика за клавир, 1974). „Арион, нова музика за гитару и гудаче“ (1979) се сматра и једним од кључних остварења ране фазе овог стила у српској музици; овде је аутор постминималистичку репетитивност применио на след џез акорада и изградио једноставан облик у коме се смењују солистички, квази-импровизациони наступи гитаре и веома спори низови акорада у гудачима. Савременост, једноставност и дејственост ове музике дубоко је утицала на српску музику раних осамдесетих година. Истраживање по историји музике и стваралачку игру са стиловима и музичким дијалектима Трајковић је наставио и развио током следећих деценија: пуланковски Соната за клавир и виолину (1982) и Концерт за обоу и оркестар (1996), месијановски „Епиметеј“ (1977) за оргуље, док су „Десет прелудијума за соло-гитару“ (1980), у савременом џез-неокласичном маниру, међу најпопуларнијом српском литературом за овај инструмент. „Дуо за клавир и оркестар“ и Соната за виолину и виолу (1987) су омажи експресионизму, а Соната за виолончело и клавир (1984) позном романтизму. Но, ова једноставна тумачења само су назнаке куда је све путовао радознали дух композитора који је, у истом делу, прожимао већ поменуте основне еклектичке идеје са забавним жанровима (Соната за клавир и виолину, Десет прелудијума за гитару) и нарочито постимпресионизмом (Соната за Флауту и клавир 1986; Соната за виолончело и клавир).
Велику синтезу Трајковићевог стваралаштва представља Концерт за клавир и оркестар (1990), богато композиторово виђење музике 20. века које је, уосталом, поткрепио и са два скривена цитата-омажа (из Де Фаљине „Ноћи у вртовима Шпаније“ и Четвртог клавирског концерта Рахмањинова) и где музичким средствима исписује сопствене фасцинације појединим стиловима или композиторским опусима, али се такође неких и одриче тако што их парафразира у неодговарајућој технологији (друга тема је низ додекафонских варијација у тоналној средини, што је тајни иронијски код у односу на Другу бечку школу). Трајковићева остварења настала у 21. веку показују таложење и „академизацију“ стила уз врхунско профилисање експертних композиционо-техничких поступака. „Зефиров повратак“ (2001) рециклира и постмодерном стилизацијом „растаче“ француско-италијански укус укрштајући монтевердијевске узорке и постимпресионистички израз. „Пет песама Стефана Малармеа“ (2003) компоноване су на превод који је, минуциозно поштујући ритам и нагласке француског језика, начинио сам композитор управо у тежњи да што суптилније прожме стихове и постимпресионистички колоритну музику и да се на истоветни музички текст вокалне линије могу певати било француски, било српски стихови.

## Композитор о неким својим делима

### „Дуо за клавир и оркестар“
„Сећам се да сам, приступајући раду, осетио да чисто музичким језиком, својим бојама, својим тонским слогом, могу да изразим (а због тог осећаја сам, у ствари, и приступио раду: рад је последица инспирације а не обрнуто!), дакле, осетио сам да могу да изразим оно величанствено... и у суштини топло и емотивно, али на један модеран начин топло-и-емотивно лирско осећање којег и сваки прави научник, физичар, а не мета-физичар, осети пред неумољивом 'тачношћу' ... и исконском снагом сила Природе. И у тој причи – причи која сама, без присуства човека, прича своју причу – у том објективизму лежи отклон у односу на стари, романтичарски, антропоморфни сентиментализам“.

### Концерт за обоу и оркестар
„Ако је 'Дуо' 'антиконцерт' – а он то јесте – онда је Концерт за обоу и оркестар Еф-Дур 'прави' концерт. Његов објективизам, тај субјективистичким ангажманом непомућени мир, та слика једног 'савршеног света' неуздрманог оним 'људским-и-одвише-људским', можда јесу (нео)класичарски, уз сву препознатљиву топографију четвороставачног сонатног циклуса, али један џејмс-бондовски активизам Другог и Четвртог става... ако и равеловско и гершвиновско биће Првог и Трећег става, упућују овај концерт-дивертименто у једном ипак посебном, и на другачији начин 'модерном' правцу.“

### „Пет песама Стефана Малармеа“
„Пет песама Стефана Малармеа које чине поетски предложак превео је на српски Властимир Трајковић, аутор музике. Многа решења и проналасци Коље Мићевића, аутора најпознатијег превода Малармеове поезије... показали су се корисним те их је аутор превода Пет песама... понекад прихватио, имајући амбицију, међутим, не само да оствари један тачан превод, веродостојан са семантичког, поетског и метричког становишта, већ и да реализује адаптацију која би, практично без измена у структури вокалне фразе, следила мелодијску линију проистеклу из оригиналног, француског текста.“

## Награде
- Награда „Стеван Христић“ (за дело Tempora retenta), 1971.
- Друга награда Удружења композитора Србије (за дело Пет ноктурна), s.a.
- Друга награда Удружења композитора Србије (за дело Соната за виолончело и клавир), s.a.
- Трећа награда Међународне трибине композитора (за дело Концерт за виолу и оркестар), 1994.
- Награда „Стеван Мокрањац“ (за дело Концерт за клавир и оркестар), 1995.
- Априлска награда града Београда (за дело Пет песама Стефана Малармеа), 2006.

## Важнија дела
Списак важнијих дела према ауторовом попису опуса:
- „“, студија за велики оркестар, Оп.2, 1971.
- „Четири ноктурна“ (Quatre nocturnes) за обоу, хорну, чембало и гудачки квартет Оп.3, 1972.
- „Дуо за клавир и оркестар“ Оп. 4, 1973.
- „Звона“, музика за клавир (Cloches, musique pour piano), Оп.5, 1974.
- „Дан, четири химне за оркестар“ (Le jour, Quatre hymnes pour orchestre), Оп.6, 1976.
- „Арион, нова музика за гитару и гудаче“ (Arion, le nuove musiche per chitarra ed archi) Оп.8, 1979.
- Десет прелудија за гитару Оп.10, 1980.
- Соната за клавир и виолину Цис-Дур, Оп. 11, 1982.
- Соната за виолончело и клавир це-мол, Оп. 14, 1984.
- „Одбрана нашег града“, ода за тенор соло и велики оркестар (текст М. Павловић), Оп. 16, 1984.
- Соната за флауту и клавир Ес-Дур, Оп. 18, 1986.
- Соната за виолину и виолу Де-Дур, Оп. 20, 1987.
- Концерт за клавир и оркестар Бе-Дур, Оп 21, 1990.
- Концерт за виолу и оркестар ге-мол, Оп.23, 1993.
- Концерт за обоу и оркестар Еф-Дур, Оп.24, 1996.
- „Зефиров повратак... или Zefiro torna“, три живе слике митолошких призора за флауту, виолину и клавир Оп.25, 2001.
- „Тестије и кондири“ (D’aguieres et d’alcarazas), пет музичких гравура за енглески рог и виолу Оп.27, 2002.
- „Пет песама Стефана Малармеа“ за глас, флауту и клавир Оп.28, 2003.
- „Пет песама Стефана Малармеа“ за глас и оркестар Оп.29, 2003.

### Нотна издања
- Аутор: сви опуси
- Удружење композитора Србије: „Арион, нова музика за гитару и гудаче“ (Arion, le nuove musiche per chitarra ed archi) Оп.8; Соната за клавир и виолину Цис-Дур, Оп. 11.
- : Дуо за клавир и оркестар Оп.4.
- , Op.10
- Радио-Београд: „Одбрана нашег града“, ода за тенор соло и велики оркестар, Оп. 16; Концерт за клавир и оркестар Бе-Дур, Оп 21.

### Дискографија
- 1983. Ауторска ЛП (Duo za klavir i orkestar, Arion, le nuove musiche per chitarra ed archi, Deset preludija za solo gitaru)
- -{„Vlastimir Trajković, Sellected works, 1971-1990“ CD 204, SOKOJ, 1995. („Late 20th Century serbian Music“)

(Duo za klavir i orkestar Op.4; Sonata za violinu i violu Op.20; Sonata za flautu i klavir Op.18, Koncert za klavir i orkestar Op.21)}-
- „Арион за гитару и гудаче“, Ауторски ЦД, 431081, ПГП РТС, 2001. (Arion, le nuove musiche per chitarra ed archi; Емпромпти Оп.12 за клавир; Десет прелудија за гитару; „Одбрана нашег града“; „Балада“ за гитару)

### Написи аутора
- Кључни опуси у стваралаштву Милоја Милојевића, „Композиторско стваралаштво Милоја Милојевића“, зборник радова, Музиколошки институт САНУ, 1998.
- С ону страну међе модерна – постмодерна: Концерт за клавир и гудачки оркестар Југослава Бошњака или поуздање у принцип музикалности, „Нови Звук“/„New Sound“ бр. 15, 2000.
- Посвећено успомени на Драгутина Гостушког, „Музикологија“/„Musicology“ бр. 1, 2001.
- , зборник радова, Музиколошки институт САНУ, 2007.